# Acacia thailandica
Acacia thailandica är en ärtväxtart som beskrevs av Ivan Christian Nielsen. Acacia thailandica ingår i släktet akacior, och familjen ärtväxter. Inga underarter finns listade i Catalogue of Life.